# 須久久神社
須久久神社（すくくじんじゃ）は大阪府茨木市にある神社。延喜式神名帳に記されている摂津国島下郡の式内社。

## 祭神
現在
- 素盞鳴尊
- 稲田姫命

の2柱を祀る。

## 歴史
「神宮雑例集」に天平12年（740年）4月5日、右大臣中臣清麻呂が当地に籠居し、その住居附近に祖神を祀ったとあり、天坊幸彦は元は天児屋根命を祀っていたとする。延喜式神名帳には須久久神社二座鍬靫とあり、いま一座は春日神社。古くは両地ともに宿久庄であったが、明暦元年（1655）3月に分かれて二村となり、現在は当社のみをいう。
明治5年（1872年）村社に列す。

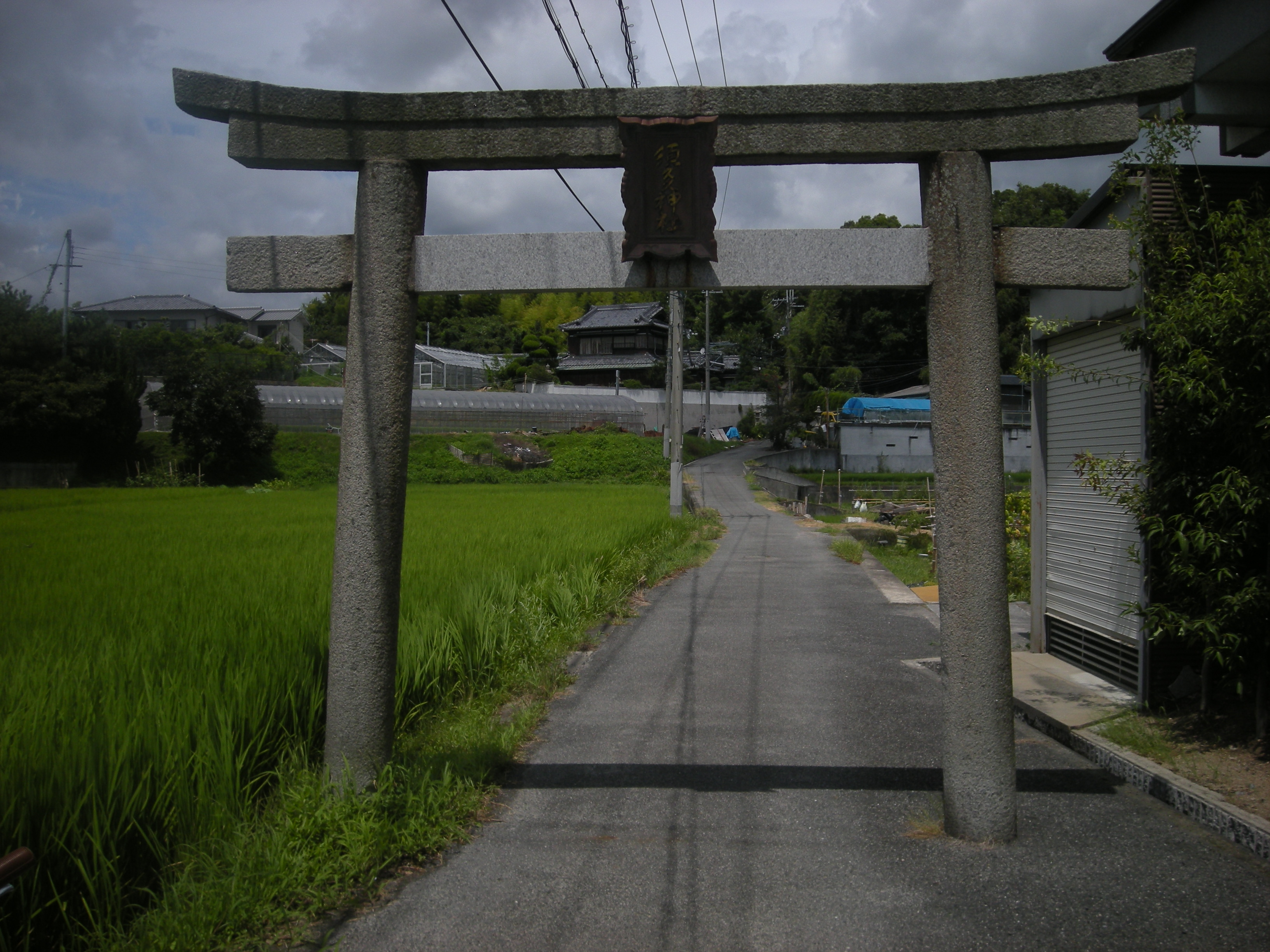
一の鳥居
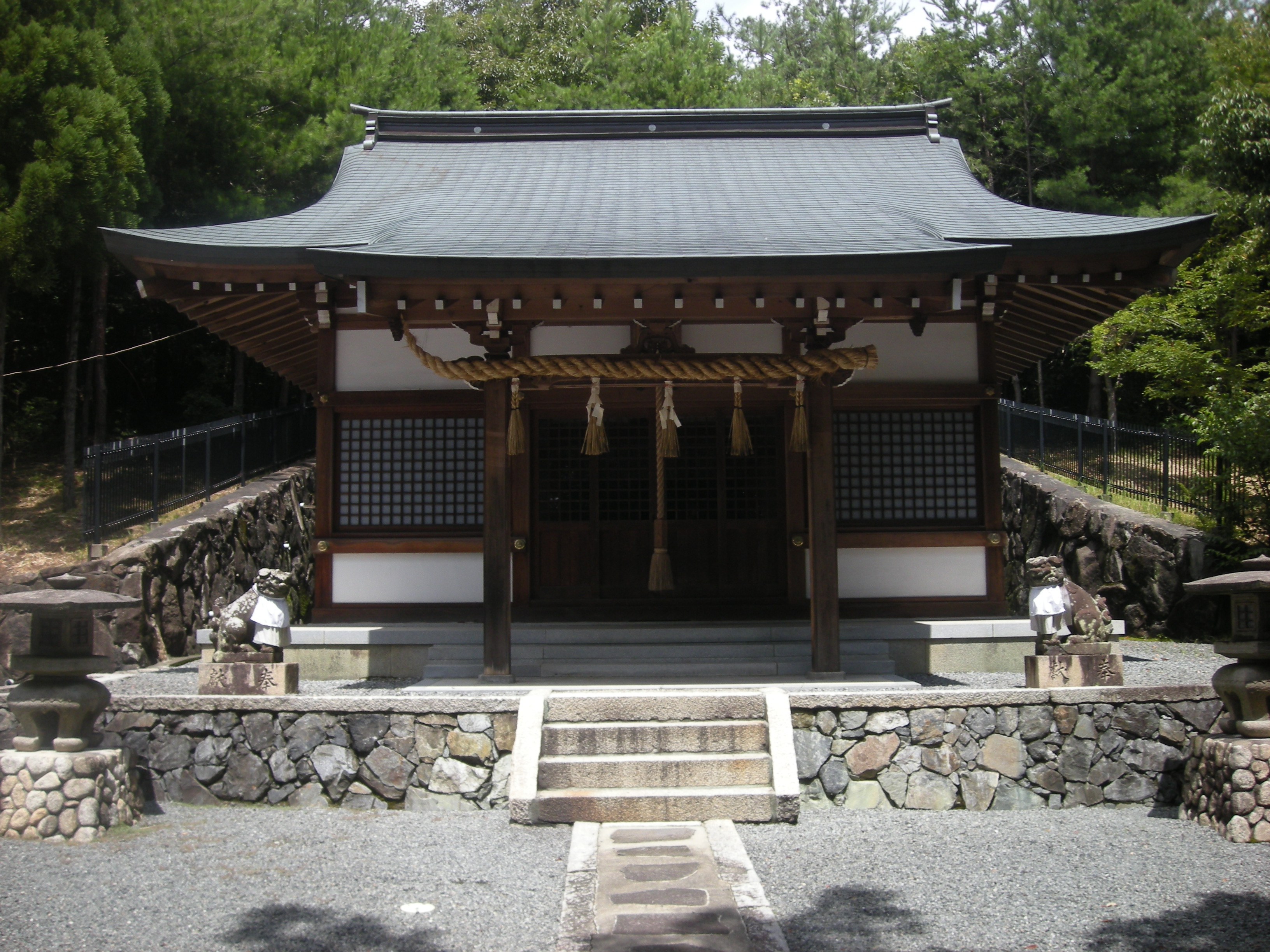
拝殿